# Cycas ophiolitica
Cycas ophiolitica — вид голонасінних рослин класу саговникоподібні (Cycadopsida).
Етимологія: від грецького, ophis — «змія» і lithos — камінь, посилаючись на, головним чином, зростання цього виду на ґрунтах, отриманих з серпентинів.

## Опис
Стебла деревовиді, 2(7) м заввишки, 14–20 см діаметром у вузькому місці. Листки темно-зеленого або сіро-зеленого кольору (синюваті коли нові), напівглянсові, 95–140 см завдовжки. Пилкові шишки яйцевиді, оранжеві, довжиною 17 см, 8 см діаметром. Мегаспорофіли 18–30 см завдовжки, коричнево-повстяні. Насіння плоске, яйцевиде, 29–33 мм завдовжки, 28–32 мм завширшки; саркотеста помаранчево-коричнева, злегка вкрита нальотом, товщиною 2,5–3,5 мм

## Поширення, екологія
Країни поширення: Австралія (Квінсленд). Трапляється при 150 до 230 м над рівнем моря. Росте на пагорбах і схилах в розрідженому трав'яному відкритому лісі. Цей вид краще росте на червоних глинах ніж на серпантинах.

## Загрози та охорона
Багато невеликих груп, які погано зберігаються, в тому числі північні «голубуваті» форми, перебувають під значним ризиком від незаконного збору. Багато популяцій були очищені під ранчо великої рогатої худоби.

## Систематика
В деяких джерелах розглядається як синонім Cycas angulata R.Br..

## Галерея

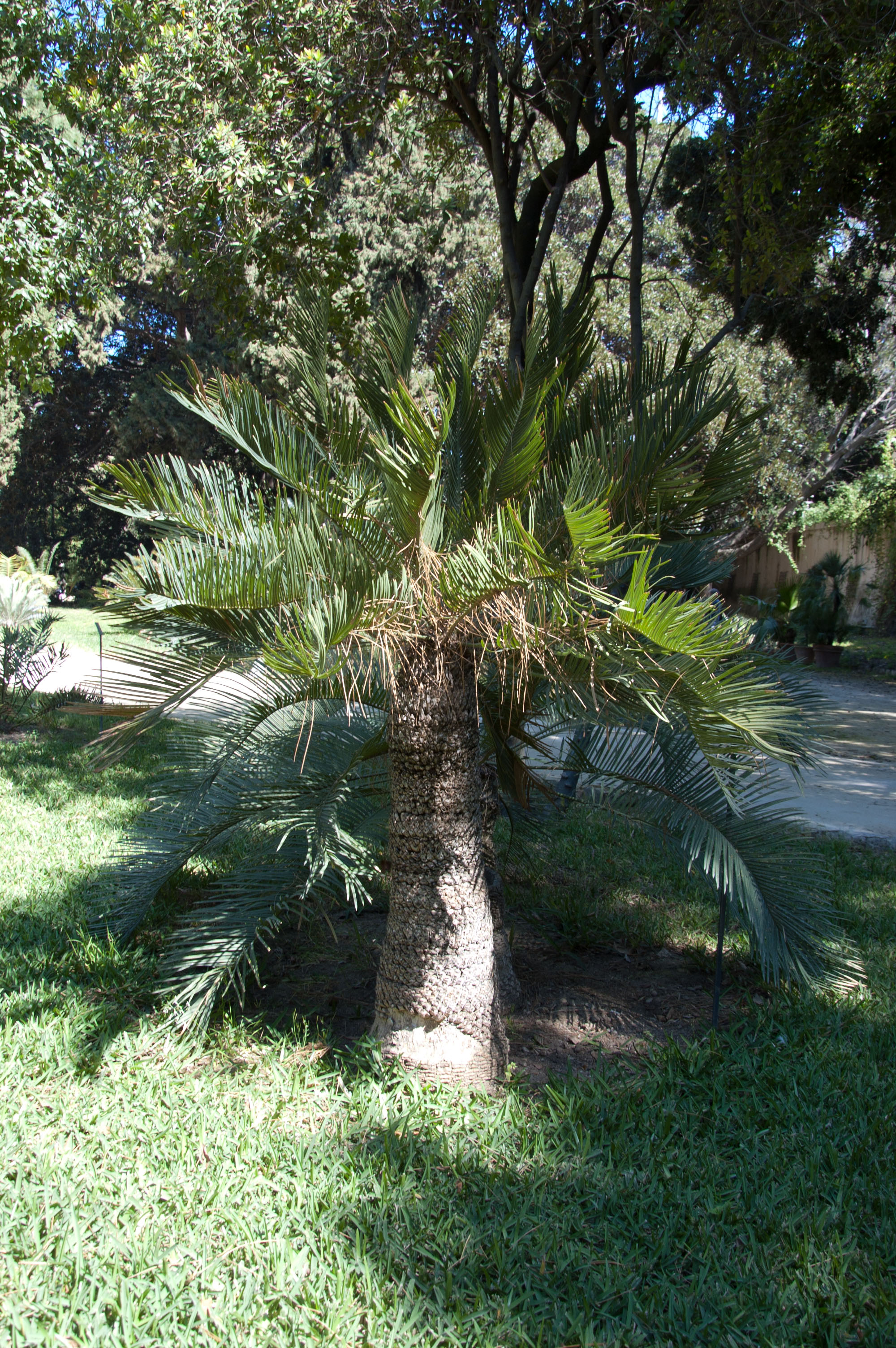
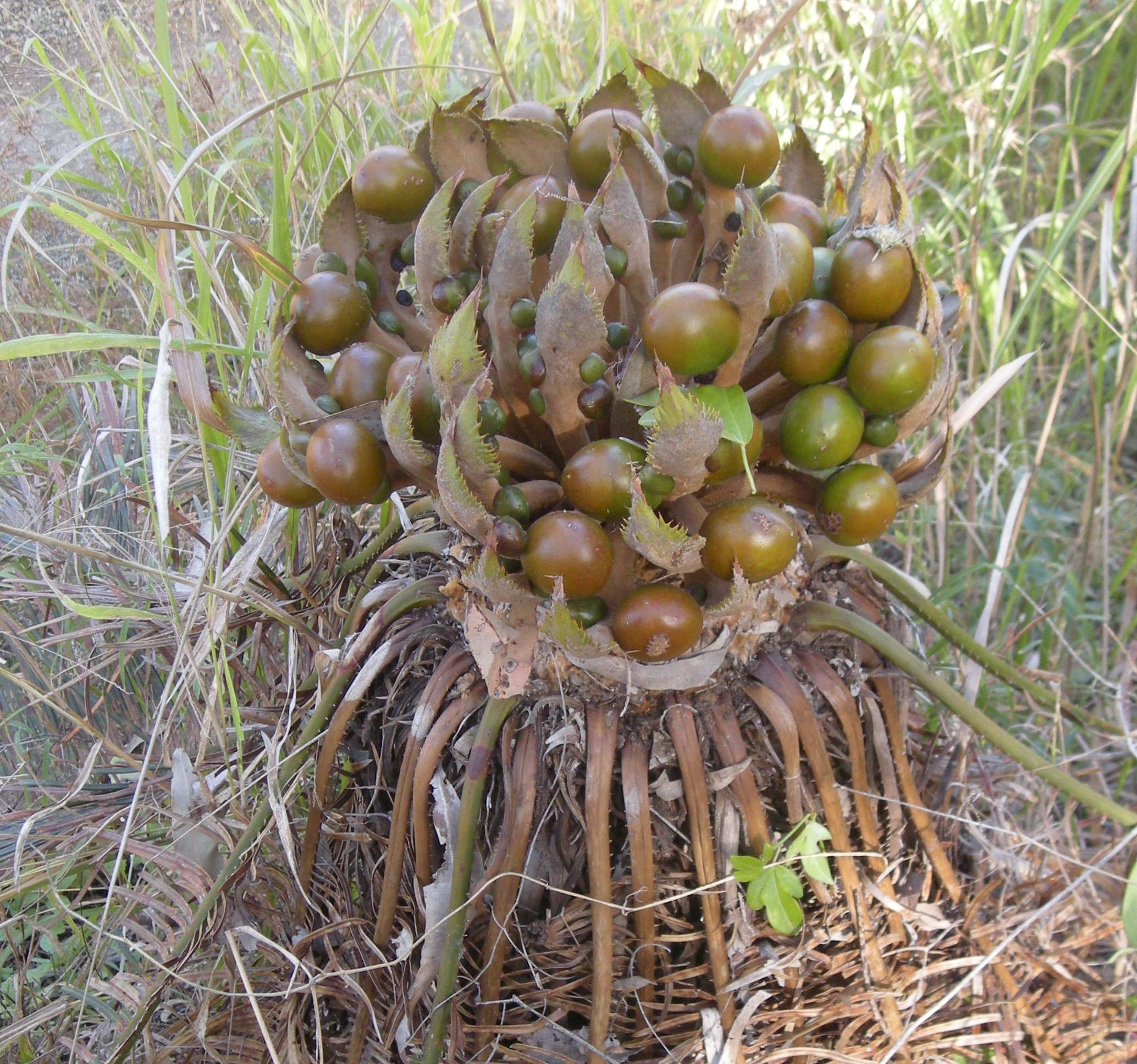
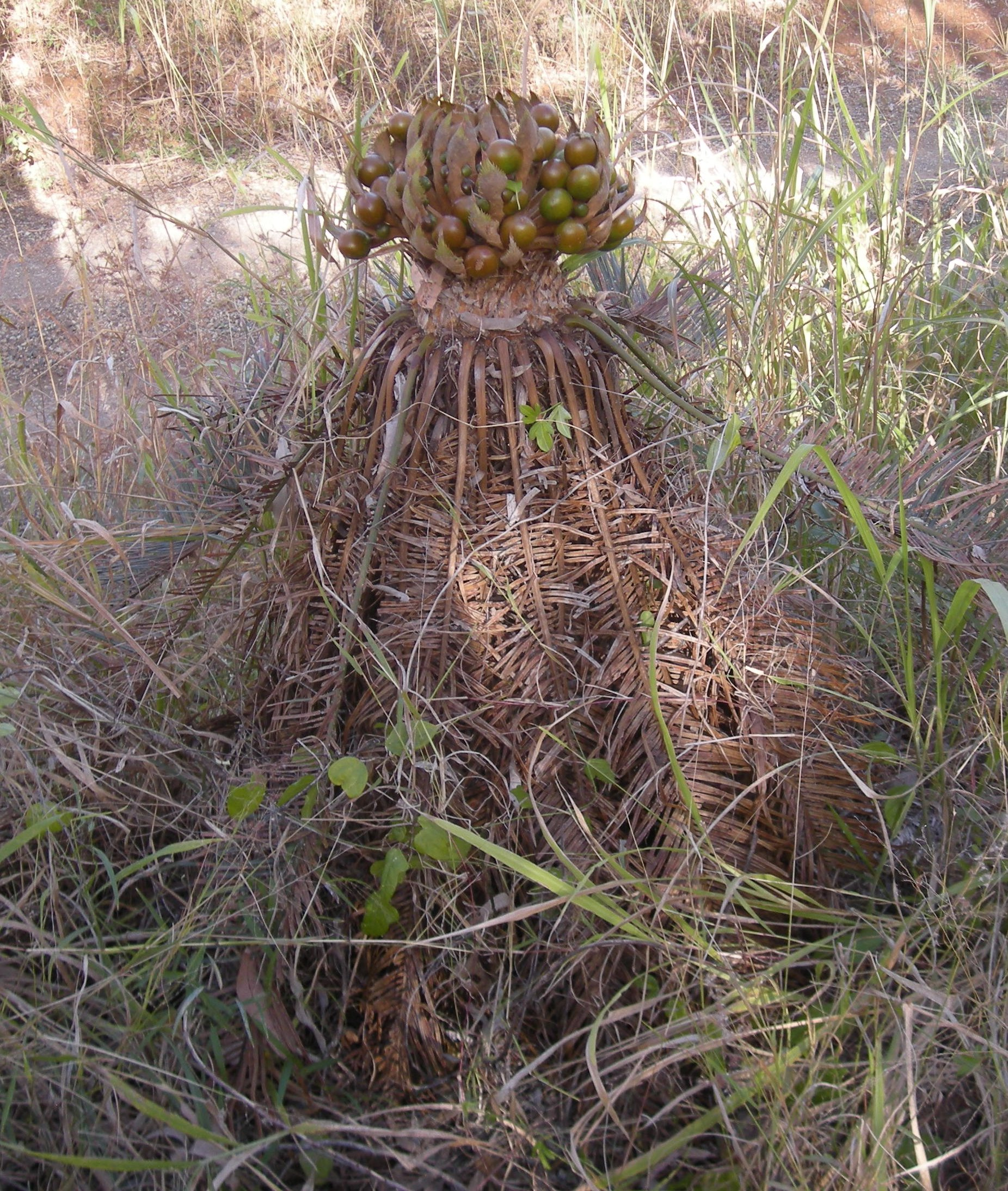
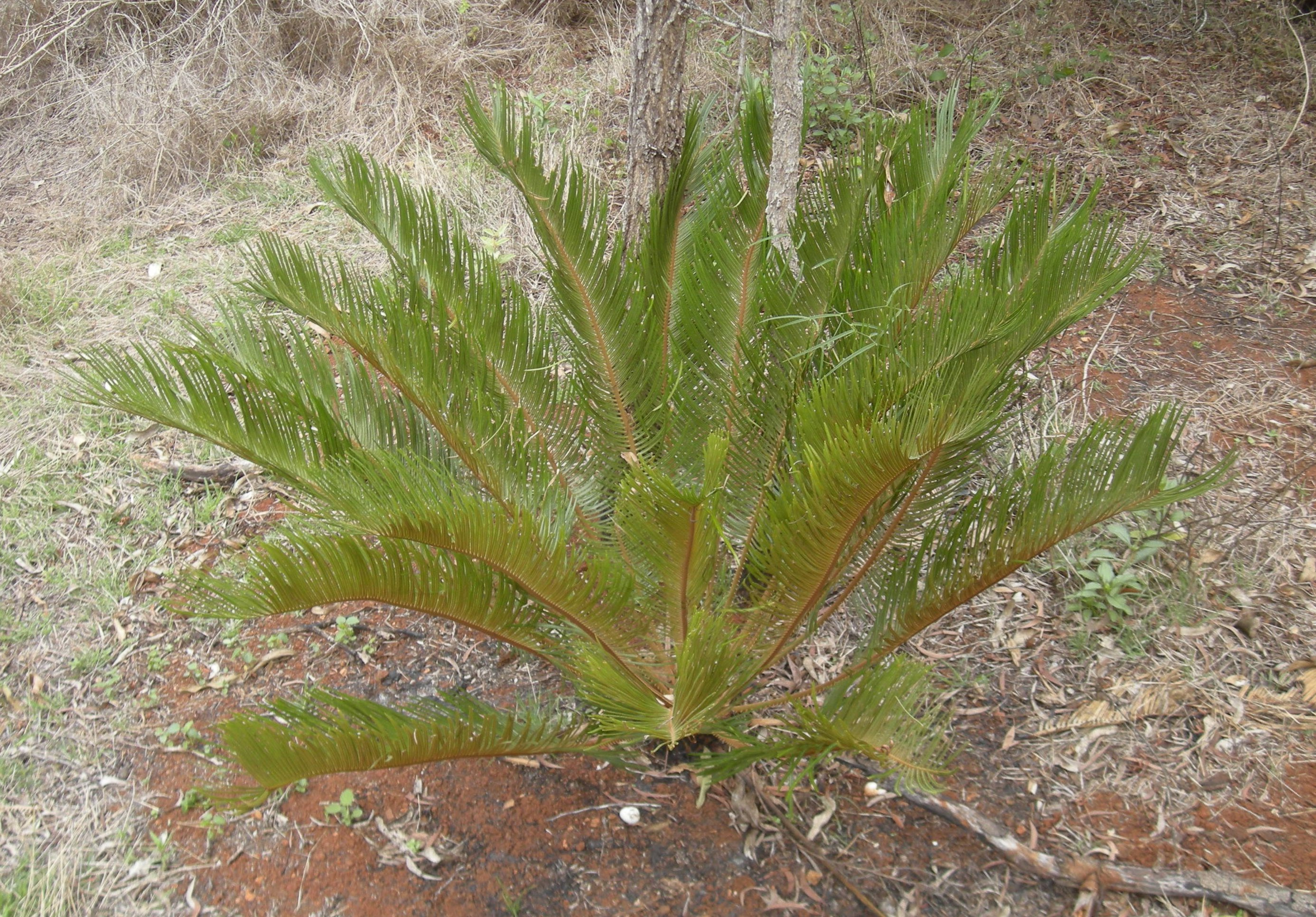